# Rhosus aeruginosa
Rhosus aeruginosa là một loài bướm đêm trong họ Noctuidae.